# Спрингфилд (Мичиган)
Спрингфилд (англ. Springfield) — американский город в округе Калхун, штат Мичиган. По данным переписи 2010 года население составляло 5 260 человек. Код FIPS 26-75700, GNIS ID 0638622, ZIP-код 49037.

## География
По данным Бюро переписи США, общая площадь округа равняется 9,58 км², из которых 9,48 км² суша и 0,10 км² это водоемы.

## Население
По данным переписи 2010 года население составляло 5 260 человек, в городе проживало 1 213 семей, находилось 2156 домашних хозяйств и 2467 строения с плотностью застройки 260,2 строения на км². Плотность населения 554,9 человек на км². Расовый состав населения: белые - 76,6%, афроамериканцы - 9,6%, коренные американцы (индейцы) - 0,5%, азиаты - 7,5%, гавайцы - 0,1%, другие расы - 1,1%, представители смешанных рас - 4,7%. Испаноязычные составляли 4,1% от населения.
В 2000 году средний доход на домашнее хозяйство составлял $29 790 USD, средний доход на семью $34 272 USD. Мужчины имели средний доход $29 433 USD, женщины $22 830 USD. Средний доход на душу населения составлял $15 413 USD. Около 9,0% семей и 13,0% населения находятся за чертой бедности, включая 11,8% молодежи (до 18 лет) и 8,7% престарелых (старше 65 лет).